# M
M bzw. m (gesprochen: [ʔɛm]) ist der 12. Buchstabe des klassischen Alphabets und der 13. Buchstabe des modernen lateinischen Alphabets. Er ist ein Konsonant. Der Buchstabe M hat in deutschen Texten eine durchschnittliche Häufigkeit von 2,53 %. Er ist damit der 14.-häufigste Buchstabe in deutschen Texten.

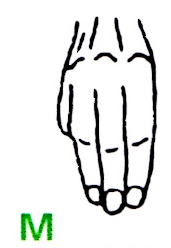
Buchstabe M im deutschen Fingeralphabet

Das Fingeralphabet für Gehörlose bzw. Schwerhörige stellt den Buchstaben M dar, indem die Hand nach unten zeigt, während der Zeige-, Mittel- und Ringfinger nach unten gestreckt sind. Der Daumen verschwindet hinter den Fingern, und der Handrücken weist nach vorne.

## Herkunft
| Wasser-Symbol (protosinaitisch) | Phönizisches Mem | Griechisches My | Etruskisches M | Tranes M~tAg   |
| Wasser-Symbol (protosinaitisch) | Phönizisches Mem | Griechisches µ  | Etruskisches M | Lateinisches M |

In der protosinaitischen Schrift stellt der Buchstabe eine Wellenlinie dar und steht für Wasser. Im phönizischen Alphabet wurde daraus der Buchstabe Mem (Wasser). Zur besseren Schreibung – von rechts nach links – wurde die Wellenlinie rechts mit einem Anstrich versehen. Mem stand für den Lautwert [m]. Der Lautwert des Buchstabens blieb bei allen späteren Übernahmen des Alphabets durch andere Völker gleich.
Das Mem wurde in das griechische Alphabet als My übernommen. Zu Beginn wurde es ebenso wie Mem mit einem Anstrich geschrieben, bis zum klassisch-griechischen Alphabet wurde allerdings auch die linke Seite nach unten gezogen. Möglicherweise bewirkte dies der Wechsel der Schreibrichtung auf von links nach rechts, allerdings kommt auch ein Wechsel der Schreibwerkzeuge als Ursache in Frage.
In das etruskische Alphabet wurde noch die frühgriechische Variante des Buchstabens übernommen, die Mem ähnelt. Die Lateiner übernahmen erst die etruskische Variante.

## Zitat
„In den urverwandten Sprachen entspricht ihm im allgemeinen ebenfalls m (maus, ahd. mûs, kslav. myši, lat. mus, griech. μῦς, sskr. mûshî; same, ahd. sâmo, kslav. sěme, litt. sėmů, lat. semen; um, mhd. umbe, ahd. umpi, lat. ambi-, griech. ἀμφί).“

## Belege
1. ↑  „M“, Deutsches Wörterbuch von Jacob Grimm und Wilhelm Grimm, digitalisierte Fassung im Wörterbuchnetz des Trier Center for Digital Humanities, Version 01/21, abgerufen am 8. Juni 2021.